# Calle de la Herrería (Segovia)
La calle de la Herrería es una vía pública de la ciudad española de Segovia.

## Descripción
La vía, de título de origen gremial, conformaba con la de la Nevería, la del Malcocinado —estas dos ahora una sola, la del Cronista Lecea— y la de la Cabritería el conjunto conocido popularmente como «las Cuatro Calles». Discurre precisamente desde la del Cronista Lecea, donde entronca con la de la Cabritería, hasta llegar a la de Juan Bravo. Tiene cruces con el callejón de la Pescadería, la travesía del Patín, la calle de la Infanta Isabel y la de José Canalejas. Aparece descrita en Las calles de Segovia (1918) de Mariano Sáez y Romero con las siguientes palabras:

Herrería.—Se dirige desde la de la Cabritería a la de Melitón Martín. Como dijimos al tratar de la de Cabritería, es una de las llamadas Cuatro Calles, estrecha, concurrida; sus casas repletas de vecindario y todas sus puertas ocupadas con tiendas y puestos de venta de artículos de comer y beber. A la entrada de esta vía hubo de antiguo y por muchos años, una conocida y acreditada herrería, que es lo que ha dado nombre a la calle.
(Sáez y Romero, 1918, p. 82)

En Guía y plano de Segovia (1906), obra de Félix Gila y Fidalgo, se menciona lo siguiente:

De la Plaza Mayor, en el ángulo formado por la iglesia de San Miguel y una arquería en espectación de destino, sale una calle estrecha, de casas pequeñas, portales dedicados á la venta de carnes, pescados y frutas, la del Malcocinado, que forma una encrucijada con las de la Nevería, Cabritería y Herrería, sitio que se llama vulgarmente las Cuatro calles.
(Gila y Fidalgo, 1906, p. 214)